# Запис Михајловића храст (Бошњане)
Запис Михајловића храст (Бошњане) се налази на парцели чији је власник Михајловић Мирослав.

## Локација
| Општина             | Параћин                                                                     |
| Катастарска општина | Бошњане                                                                     |
| Потес               | Кључ                                                                        |
| Координате          | 43° 52′ 42″ С; 21° 28′ 15″ И / 43.878399999999999° С; 21.470800000000001° И |
| Надморска висина    | 176m                                                                        |

## Карактеристике
Дендрометријске вредности утврђене на терену и сателитским снимцима:
| Стабло                     | Храст |
| Висина стабла              | m     |
| Обим дебла                 | m     |
| Пречник крошње             | 27m   |
| Пречник дебла              | m     |
| Висина дебла до прве гране | m     |

## База записа
Запис је у оквиру Викимедија пројекта "Запис - Свето дрво" заведен под редним бројем 0409.